# 3. Marine-Infanterie-Division (Wehrmacht)
Die 3. Marine-Infanterie-Division (auch nur 3. Marine-Division) war ein deutscher Großverband im Zweiten Weltkrieg, der gegen Kriegsende am 1. April 1945 aufgestellt wurde. 

## Geschichte
Die 3. Marine-Infanterie-Division wurde aus den Teilen des 163. Infanterie-Division, welche aus Stargard entkommen waren, aufgestellt. Eine Ergänzung erfolgte durch Marinepersonal. Hauptquartier der Division wurde Waren.
Die Division wurde nach Pommern zur 3. Panzerarmee bei der Heeresgruppe Weichsel geschickt und nahm später dem Verteidigungsbereich Swinemünde zugeordnet an der Stettin-Rostocker Operation teil. Es folgten Kämpfe im Gebiet um Swinemünde, Sachsenhausen und Lindow bei Berlin. Zu Kriegsende ging die Division bei Kyritz in sowjetische Kriegsgefangenschaft.

## Kommandeure
- Oberst Henning von Witzleben: 1. bis 27. April 1945
- Oberst/Generalmajor Fritz Fullriede: vom 28. April 1945 bis Kriegsende

## Gliederung
- Marine-Infanterie-Regiment 8 oder Marine-Grenadier-Regiment 8
- Marine-Infanterie-Regiment 9 oder Marine-Grenadier-Regiment 9
- Marine-Infanterie-Regiment 10 oder Marine-Grenadier-Regiment 10
- Marine-Artillerie-Regiment 234 (in Pommern ergänzt)
- Marine-Füsilier-Bataillon 3
- Marine-Panzerjäger-Bataillon 3
- Marine-Pionier-Bataillon 3
- Marine-Nachrichten-Bataillon 3
- Marine-Versorgungseinheiten 3